# Monte di Procida
Monte di Procida es un municipio italiano localizado en la ciudad metropolitana de Nápoles, región de Campania. Cuenta con 13.341 habitantes en 3,7 km².
El territorio municipal contiene las frazioni (subdivisiones) de Cappella, Miliscola, Torregaveta. Limita con el municipio de Bacoli.

## Evolución demográfica
| Gráfica de evolución demográfica de Monte di Procida entre 1861 y 2011 |
|                                                                        |
| Fuente ISTAT - elaboración gráfica de Wikipedia                        |